# Lauren Santo Domingo
Lauren Santo Domingo, née le 28 février 1976, est une éditrice américaine contributrice de Vogue et la cofondatrice du site de mode Moda Operandi,,.